# Fredonia (Nowy Jork)
Fredonia – wieś w Stanach Zjednoczonych, w stanie Nowy Jork, w hrabstwie Chautauqua.